# Petrus förnekelse
Petrus förnekelse (nederländska: De verloochening van Petrus) är en oljemålning av den nederländske konstnären Rembrandt. Den målades 1660 och ingår sedan 1933 i Rijksmuseums samlingar i Amsterdam. 
Målningen skildrar en händelse ur passionshistorien, berättelsen om Jesu lidande och död, som beskrivs i alla Bibelns fyra evangelier. Under den sista måltiden förutspådde Jesus att Petrus skulle förneka honom tre gånger innan tuppen gal. Senare greps Jesus efter Judas Iskariot förräderi och fördes till översteprästen Kajafas palats. Petrus följde på avstånd efter den gripne Jesus och befann sig på palatsgården när tre människor i följd frågade honom om han inte hörde till lärjungarna. När den rädde Petrus för tredje gången förnekade detta gol tuppen. Petrus kom då ihåg Jesus förutsägelse och brast ut i gråt. Målningen visar hur Petrus blir påhoppad av en tjänsteflicka som känner igen honom. I bakgrunden framskymtar Jesus som ser sig över axeln samtidigt som han leds bort av vakter.
Målningen inköptes 1781 av Katarina den stora för att ställas ut på det nyinrättade Eremitaget. Den förblev i statlig rysk ägo till 1933 då sovjetiska myndigheter i tysthet sålde ett stort antal konstverk, däribland Petrus förnekelse, i syfte att få tillgång till utländsk valuta och konsolidera sin makt efter ryska revolutionen. Förutom Petrus förnekelse förvärvade Rijksmuseum även Rembrandts Titus som munk.  